# Ditylus tibetanus
Ditylus tibetanus es una especie de coleóptero de la familia Oedemeridae.

## Distribución geográfica
Habita en Xizang (China).